# Peter Olsen Hansen
Peter Olsen Hansen (født 11. juni 1818 i København, død 9. august 1895 i Manti, Utah Territory) var oversætteren af Mormons Bog til dansk.
Hansen var en sømand. Han sluttede sig til Jesu Kristi Kirke af Sidste Dages Hellige i Boston i 1844. Herefter flyttede Hansen til Nauvoo, Illinois. Hansen var her med til at bygge Nauvoo-templet og arbejdede samtidigt med oversættelsen af Mormons Bog til dansk. Hansen var en mormonpioner og ankom til Salt Lake Valley i september 1847.
Hansen tog med den første af mormonernes missioner til Danmark under ledelse af Erastus Snow. Han tjente denne mission fra 1849 til 1855, i hvilken tid han blev den første redaktør for Skandinaviens Stjerne. I 1851 i København blev Hansens oversættelse af Mormons bog udgivet på dansk, som den første ikke engelske udgave.
Hansen tjente senere yderligere missioner i Danmark fra 1873 til 1875 og fra 1880 til 1882.